# Zombie Massacre 2: Reich of the Dead
Zombie Massacre 2: Reich of the Dead ist ein kanadischer Horrorfilm der Regisseure Luca Boni und Marco Ristori aus dem Jahr 2015. Es ist die Fortsetzung von Zombie Massacre aus dem Jahr 2013.

## Inhalt
Im Jahr 1944 kämpft die alliierte Armee gegen die deutschen Truppen. Auf der Flucht vor einer deutschen Einheit entdeckt ein kleines Team von G.I.s im Wald eine alte Fabrik. Als das Team sich dort verstecken will, werden sie von Zombies attackiert. Es stellt sich heraus, dass die Zombies das Ergebnis von Experimenten in Konzentrationslagern sind. Die Untoten wurden von Dr. Mengele erschaffen. Das Ziel der Nazis ist, eine unzerstörbare Waffe zu erschaffen. Das Team hat nur eine Nacht, um aus der Fabrik zu entkommen.

## Synchronisation
| Rolle       | Deutscher Sprecher       |
| ----------- | ------------------------ |
| Will Adams  | Arne Obermeyer           |
| Dr. Mengele | Volker Niederfahrenhorst |
| Erin Adams  | Betül Jülide Gülgec      |
| Charlie     | Claudio Pagonis          |
| Matt        | Gregor Höppner           |
| Calhoun     | Olaf Reitz               |

## Rezeption
„[…] Unbedarfter Horrorfilm mit deftigen Splatter-Szenen, ansonsten ebenso bieder wie langweilig. Hölzerne Actionsequenzen und willentlich akzeptierte Logikfehler künden von der Lustlosigkeit der Macher an ihrem Werk.“

Rotten Tomatoes verzeichnete eine Publikumswertung von nur 7 %.